# Szermierka na wózkach na Letnich Igrzyskach Paraolimpijskich 2000
Szermierka na wózkach na Letnich Igrzyskach Paraolimpijskich 2000 była jedną z dziewiętnastu dyscyplin rozgrywanych podczas Letnich Igrzyskach Paraolimpijskich 2000 w Sydney. Rywalizacja toczyła się w piętnastu konkurencjach. Zawodnicy podzieleni byli na dwie grupy w zależności od stopnia niepełnosprawności:
- A – zawodnicy z pełną swobodą ruchów tułowia i ramion
- B – zawodnicy z ograniczoną swobodą ruchów tułowia i ramion

## Medaliści

### Mężczyźni
| Konkurencja                       | Złoto                                                                   | Srebro                                                                             | Brąz                                                                             |
| Szpada                            |                                                                         |                                                                                    |                                                                                  |
| Indywidualnie - kat A (szczegóły) | Dariusz Pender                                                          | Udo Schwarz                                                                        | Alberto Pellegrini                                                               |
| Indywidualnie - kat B (szczegóły) | Jean Rosier                                                             | Chung Ting Ching                                                                   | Daniel Lamata                                                                    |
| Drużynowo (szczegóły)             | Francja · Cyril More · Jean Rosier · Christian Lachaud · Robert Citerne | Niemcy · Wilfried Lipinski · Udo Schwarz · Juergen Mayer · Uwe Bartmann            | Hongkong · Kwong Wai Ip · Tai Yan Yun · Chung Ting Ching                         |
| Floret                            |                                                                         |                                                                                    |                                                                                  |
| Indywidualnie - kat A (szczegóły) | Fung Ying Ki                                                            | Alberto Pellegrini                                                                 | Robert Citerne                                                                   |
| Indywidualnie - kat B (szczegóły) | Hui Charn Hung                                                          | Chung Ting Ching                                                                   | Pál Szekeres                                                                     |
| Drużynowo (szczegóły)             | Hongkong · Chan Kam Loi · Fung Ying Ki · Hui Charn Hung · Kwong Wai Ip  | Polska · Dariusz Pender · Tomasz Walisiewicz · Radosław Stańczuk · Piotr Czop      | Włochy · Alberto Pellegrini · Gerardo Mari · Alberto Serafini · Soriano Ceccanti |
| Szabla                            |                                                                         |                                                                                    |                                                                                  |
| Indywidualnie - kat A (szczegóły) | Fung Ying Ki                                                            | Cyril More                                                                         | Wolfgang Kempf                                                                   |
| Indywidualnie - kat B (szczegóły) | Robert Wyśmierski                                                       | Piotr Czop                                                                         | Pascal Durand                                                                    |
| Drużynowo (szczegóły)             | Francja · Serge Besseiche · Pascal Durand · Yvon Pacault · Cyril More   | Polska · Robert Wyśmierski · Tomasz Walisiewicz · Piotr Czop · Arkadiusz Jabłoński | Hongkong · Chan Kam Loi · Hui Charn Hung · Tai Yan Yun · Fung Ying Ki            |

### Kobiety
| Konkurencja                       | Złoto                                                            | Srebro                                                                               | Brąz                                                                                 |
| Szpada                            |                                                                  |                                                                                      |                                                                                      |
| Indywidualnie - kat A (szczegóły) | Jadwiga Polasik                                                  | Silke Schwarz                                                                        | Zsuzsanna Krajnyák                                                                   |
| Indywidualnie - kat B (szczegóły) | Marta Wyrzykowska                                                | Judit Palfi                                                                          | Esther Weber-Kranz                                                                   |
| Drużynowo (szczegóły)             | Polska · Jadwiga Polasik · Agnieszka Rozkres · Marta Wyrzykowska | Niemcy · Silke Schwarz · Waltraud Stollwerck · Esther Weber-Kranz · Carmen Hillinger | Francja · Sophie Belgodere · Patricia Picot · Murielle van de Cappelle               |
| Floret                            |                                                                  |                                                                                      |                                                                                      |
| Indywidualnie - kat A (szczegóły) | Patricia Picot                                                   | Agnieszka Rozkres                                                                    | Zsuzsanna Krajnyák                                                                   |
| Indywidualnie - kat B (szczegóły) | Marta Wyrzykowska                                                | Esther Weber-Kranz                                                                   | Murielle van de Cappelle                                                             |
| Drużynowo (szczegóły)             | Polska · Marta Wyrzykowska · Agnieszka Rozkres · Jadwiga Polasik | Francja · Sophie Belgodere · Patricia Picot · Murielle van de Cappelle               | Niemcy · Silke Schwarz · Waltraud Stollwerck · Esther Weber-Kranz · Carmen Hillinger |

### Tabela medalowa
| Miejsce | Państwo   | Złoto | Srebro | Brąz | Razem |
| ------- | --------- | ----- | ------ | ---- | ----- |
| 1       | Polska    | 7     | 4      | 0    | 11    |
| 2       | Francja   | 4     | 2      | 4    | 10    |
| 3       | Hongkong  | 4     | 2      | 2    | 8     |
| 4       | Niemcy    | 0     | 5      | 3    | 8     |
| 5       | Węgry     | 0     | 1      | 3    | 4     |
| 6       | Włochy    | 0     | 1      | 2    | 3     |
| 7       | Hiszpania | 0     | 0      | 1    | 1     |
|         | Razem     | 15    | 15     | 15   | 45    |